# Apokryphon des Johannes

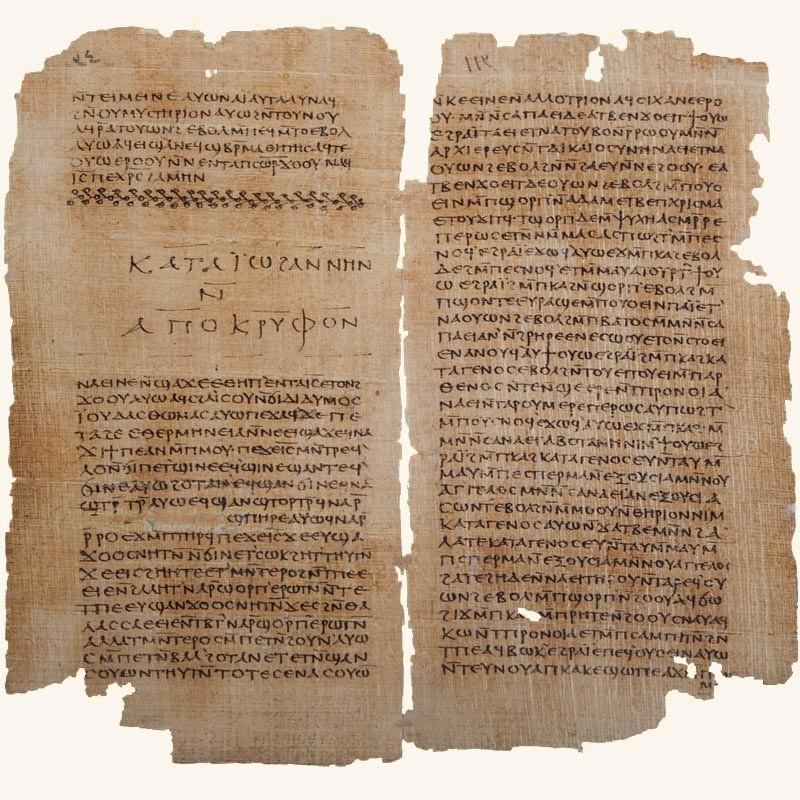
Das linke Papyrusblatt zeigt den Titel in der Unterschrift (Subscriptio) des Apokryphons des Johannes in Nag Hammadi Codex II. Darunter beginnt das Thomasevangelium.

Das Apokryphon des Johannes ist ein gnostisches, pseudepigraphes Dialogevangelium. Es ist in drei Fassungen unter den Nag-Hammadi-Schriften zu finden. Die kürzere Fassung ist auch in dem seit dem 19. Jahrhundert bekannten und aus dem 5. Jahrhundert stammenden Codex Berolinensis Gnosticus 8502 (BG 8502,2) enthalten. Irenäus von Lyon gibt ein Referat über die Barbelo-Gnostiker (Adv. haer. I 29), das inhaltlich dem mittleren Teil des Apokryphons des Johannes entspricht.

## Einordnung
Der pseudepigraphe Text gehört der Tradition an, die den Apostel Johannes zum Empfänger geheimer Offenbarungen macht. Er lässt sich in drei Teile gliedern. Der erste Teil ist eine Offenbarungsrede über die höchste Gottheit und über die Kosmogonie, der zweite Teil ein Dialog zwischen Johannes und Jesus über soteriologische und anthropologische Fragen, wobei die Auslegung der ersten Kapitel der Genesis eine Rolle spielt. Hier ist eine typische Protestexegese anzutreffen, die herkömmliche Deutungen der Texte zurückweist. Der dritte Teil besteht aus einem Hymnus der gnostischen Erlösergestalt Pronoia.
Das Apokryphon des Johannes gilt als Kernschrift der sethianischen Gnosis.

## Inhalt
Der Inhalt des Johannes-Apokryphons lässt sich wie folgt grob gliedern (angelehnt an die von Lüdemann und Janßen  (in der Folge mit „LJ“ abgekürzt) und Dietzfelbinger (in der Folge mit „D“ abgekürzt) vorgelegten Texte):

### Einleitung
(LJ 103–105, D 72–74)
Veranlasst durch die Zweifel eines Pharisäers stellt Johannes sich selbst Fragen zu Hintergründen der Mission Jesu. Dieser erscheint ihm daraufhin vielgestaltig in einer Vision mit dem Auftrag, das, was er ihn nun lehren werde, an seine Gefährten aus dem nichtwankenden Geschlecht weiterzugeben.

### Der Eine unermessliche Geist
(LJ 105–107, D 74–76)
Versuch der Beschreibung des Einen, ursprünglichen Geistes, des Vaters des Alls, unermesslich, unbegrenzbar, weder räumlich noch zeitlich.

### Der Erste Gedanke – die Barbelo (die Pronoia des Alls)
(LJ 107–108, D 76–78)
Aus dem Denken des Vaters tritt der Erste Gedanke, die Pronoia des Alls, hervor. Dieser wird auch Barbelo genannt – die Herrlichkeit des jungfräulichen Geistes, das Abbild des Vaters, der Erste Mensch. Der Erste Gedanke, die Barbelo, bittet den unsichtbaren Geist um Erste Erkenntnis, Unvergänglichkeit, Ewiges Leben und Wahrheit. Diese vier treten in Offenbarung und zusammen bilden sie den fünffältigen Äon, wiederum der Erste Mensch und auch der Vater genannt.

### Christus, das einzige Kind
(LJ 108, D 78–79)
Aus dem unkennbaren Geist wird in der Barbelo ein Lichtfunken gezeugt, der Eingeborene des Mutter-Vater, die einzige Geburt, das reine Licht. Dieser wird vom unsichtbaren Geist mit Güte zur Vollkommenheit gesalbt (Christus, der Gesalbte). Der Gesalbte bittet um einen Mitarbeiter, die Vernunft, die in Offenbarung tritt.

### Das All, die vier Lichter, die zwölf Äonen
(LJ 108–110, D 79–82)
Die Vernunft will ein Werk vollbringen und durch das Wort wird das All geschaffen, dessen Haupt Christus ist. Die drei Wille, Gedanke, Leben stellen sich zu ihm. Die Basis des Alls bilden die vier Lichter bzw. Erleuchter
1. Armozel, die Gnade mit den drei Äonen Gnade, Wahrheit, Form,
2. Oriael, die Wahrnehmung mit den drei Äonen Wahrnehmung, Einsicht/Reflexion (=Epinoia), Erinnerung,
3. Daveithai, das Verstehen mit den drei Äonen Verstehen, Liebe, Idee/Bild,
4. Eleleth, die Weisheit mit den drei Äonen Weisheit (=Sophia), Vollkommenheit, Friede,

zusammen die 12 Äonen, die zu Christus, dem Sohn gehören.
Über die vier großen Erleuchter werden gesetzt:
1. Pigera-Adamas, der vollkommene Mensch (wiederum!), die erste Offenbarung, die Wahrheit,
2. sein (Pigera-Adamas’) Sohn Seth,
3. die Nachkommenschaft des Seth und die Seelen der Heiligen,
4. die Seelen derer, die das Pleroma (= die Fülle) nicht kannten.

### Die Sophia und Jaldabaoth
(LJ 110–114, D 82–88)
Die Sophia will ein Bild aus sich selbst in Erscheinung treten lassen, ohne Zustimmung des Geistes. Da sie aber die Macht hat, entsteht ein unvollkommenes Werk mit einem Löwengesicht. Sie nennt es Jaldabaoth. Er ist der erste Archon (= Herrscher). Die Sophia stößt ihn von sich weg, aber Jaldabaoth hat große Kraft von seiner Mutter.
Jaldabaoth schafft sich selbst zwölf Archonten (Herrscher). Diese schaffen sich sieben Kräfte und die Kräfte schaffen sich Engel. Jaldabaoth verteilt sein Feuer unter ihnen, ist Herr über sie und nennt sich selbst „Gott“ – einen neidischen Gott, neben dem es keinen anderen Gott gibt.
Er benennt die sieben Kräfte
1. Athoth – Güte
2. Eloaio – Vorhersehung
3. Astraphaio – Göttlichkeit
4. Jao – Herrschaft
5. Sabaoth – Königreich
6. Adonein – Begierde
7. Sabbateon – Weisheit

Seine Ordnungen entsprechen dem Abbild der ersten Äonen, jedoch nicht, weil er die Unvergänglichkeit sehen kann, sondern wegen der Kraft seiner Mutter (Sophia), die in ihm ist.
Als die Sophia sieht, welchen Fehler sie begangen hat (sie hatte ohne Zustimmung des Geistes und ohne Zustimmung ihres Paargenossen gehandelt), bereut sie. Sie wird von Finsternis und Unwissenheit überwältigt und schämt sich und weint. Das Pleroma (= die Fülle) hört ihre Buße und bittet den Geist. So wird ihr Paargenosse zu ihr geschickt, damit sie ihren Fehler berichtige.

### Erschaffung des Menschen
(LJ 114–119, D 88–93)
Aus der Höhe der erhabenen Äonen dringt ein Impuls – Stimme und Bild des Menschen – in die Sphäre Jaldabaoths. Dies veranlasst Jaldabaoth: „Lasst uns einen Menschen schaffen...“, „lasst ihn uns Adam nennen“.
Nun folgt eine lange Aufzählung schaffender Kräfte bzw. Engel und ihrer Werke:
- Sieben Kräfte (siehe oben) schaffen sieben Seelen.
- Dutzende namentlich benannte Engel schaffen einzelne Organe, wobei auffällt, dass auch innere Organe detailliert aufgezählt werden, sowie dass die Schöpfung androgyn ist, also beide Geschlechtsmerkmale enthält.
- Sieben Herrscher sind über die vorhergehenden gesetzt.
- 30 Engel werden als Wirksamkeit in den Organen und Gliedern benannt.
- Wiederum sieben herrschen über diese.
- Fünf benannte Kräfte haben die Aufsicht über Bewusstseinsfunktionen: Sinneswahrnehmung, Aufnahme, Vorstellungskraft, Harmonie, Bewegung.
- Die Quelle der Dämonen (= Kräfte), die im Körper sind, ist Hitze, Kälte, Nässe, Trockenheit, es werden vier Kräfte oder Prinzipien benannt, die Herr über diese vier sind.
- Die Mutter von allen ist die Materie, unbegrenzt und wahrhaft.
- Es werden vier führende Dämonen benannt, die psychischer Natur sind: Lust, Begierde, Trauer, Furcht, sowie mehrere jeweils abgeleitete Leidenschaften.
- Die Zahl der Engel ist 365.
- Die Aufzählung endet mit einem Hinweis auf das Buch des Zoroaster, in welchem auch die Kräfte bzw. Engel benannt sein sollen, die hier nicht aufgezählt wurden.

### Die Belebung Adams
(LJ 119–120, D 93–96)
Adam ist für lange Zeit bewegungslos. Auf die Bitte der Sophia an den Mutter-Vater des Alls, ihre Kraft aus dem Ersten Archon (Jaldabaoth) zurückzuerhalten, wird diesem der Rat gegeben, etwas von seinem Geist in Adams Gesicht zu hauchen. Er weiß nicht, dass es die Kraft seiner Mutter ist, und befolgt den Rat. Daraufhin bewegt sich Adam, erhält Kraft und leuchtet.
In diesem Moment werden die Archonten und Engel der Schöpfungshierarchie Jaldabaoths eifersüchtig, weil sie erkennen, dass das Denken Adams ihr eigenes übersteigt. Daher werfen sie ihn hinab in die Region an der Unterseite der Materie.
Der Mutter-Vater des Alls sendet Adam eine Licht-Epinoia zur Hilfe, die Leben genannt wird. Sie belehrt ihn über sein Herabkommen und den Weg zurück, um den Fehler der Mutter (Sophia) zu bereinigen.

### Das Paradies
(LJ 120–121, D 96–97)
Die Archonten (des Jaldabaoth) blicken herab und sehen, dass Adams Denken höher ist als ihr eigenes. Sie nehmen die vier Elemente, mischen sie zusammen und bringen Adam in den Schatten des Todes. Dies ist die Fessel des Vergessens. Adam wird ein sterblicher Mensch. Aber die Epinoia des Lichts in ihm weckt sein Denken auf.
Die Archonten setzen ihn in das Paradies und befehlen ihm zu essen. Es folgt eine Aufzählung der Attribute des Paradieses und seiner Bäume, insbesondere auch des Baums des Lebens (ihres Lebens), die der gemeinhin üblichen Auffassung entgegengesetzt sind: Betrug, Gottlosigkeit, Gift, Tod, Bitterkeit, Hass, Schlechtigkeit, Finsternis.
Dialog zwischen Jesus und Johannes: Der Baum der Erkenntnis des Guten und des Bösen ist die Epinoia des Lichts. Mittels der Schlange versucht Jaldabaoth, Adam zu eigenmächtig-schöpferischem / sexuellem (je nach Übersetzung) Missbrauch dieses Vermögens zu verleiten.

### Die Erschaffung der Frau
(LJ 121–122, D 97–99)
Jaldabaoth will seine Kraft und insbesondere die Epinoia des Lichts aus Adams Rippe heraus holen. Aber die Epinoia des Lichts kann nicht ergriffen werden und Jaldabaoth bringt nur einen Teil seiner (eigenen) Kraft heraus. Nach dem Bild der Epinoia gestaltet er eine Frau und bringt den Teil der Kraft aus Adam in das Gebilde hinein. Als Adam die Frau neben sich sieht, tritt die Licht-Epinoia in Erscheinung, so dass Adam (wieder) erkennt.
Die Sophia ist herab gekommen, um ihren Fehler zu berichtigen, daher wird sie Leben genannt bzw. Mutter der Lebenden (= Zoe, Eva). Christus erscheint als Adler auf dem Baum der Erkenntnis, um beide aus der Tiefe des Schlafs zu erwecken und ihr Denken aufzurichten.
Als Jaldabaoth bemerkt, dass sie sich von ihm entfernen, stellt er sich vor seinen Engeln in seiner Unwissenheit bloß und wirft Adam und die Frau aus dem Paradies und kleidet sie in dunkle Finsternis.

### Kain, Abel und Seth
(LJ 122–123, D 99–100)
Der Erste Archon (Jaldabaoth) sieht, dass die Licht-Epinoia Leben in der Frau in Erscheinung treten lässt und will sie beflecken. Die Pronoia des Alls veranlasst, dass zuvor Leben aus Eva genommen wird. Aus der Befleckung gehen zwei Söhne hervor: Eloim und Jave (Aufzählung von Attributen). Jaldabaoth nennt sie mit einer bestimmten Absicht Kain und Abel (dies sind die Namen des sechsten und siebten der zwölf Archonten, die Jadabaoth zu Anfang erschafft – siehe oben Die Sophia und Jaldabaoth).
Bezüglich des Beischlafs und der sexuellen Begierde gibt es einen bedeutsamen Unterschied bei den deutschsprachigen Übersetzungen:
- „Bis zum heutigen Tag dauert der sexuelle Beischlaf durch den Ersten Archon an. Und er pflanzte sexuelle Begierde in die, die zu Adam gehört.“ (Lüdemann & Janßen).[4]
- „Bis zum heutigen Tage blieb die Einrichtung des Beischlafs, die der Erste Herrscher begründet hatte, erhalten. Er hatte Zeugungsbegierde [in Adam] gelegt.“ (Dietzfelbinger).[5]

Durch den Beischlaf werden die Bilder der Körper erweckt. Eloim und Jave bzw. Kain und Abel werden über Mächte gesetzt, damit sie über die Höhle / das Grab herrschen.
Adam zeugt das Bild des Sohnes des Menschen und nennt ihn Seth (Name im Zusammenhang mit dem zweiten der vier großen Erleuchter des Alls – siehe oben Das All, die vier Lichter, die zwölf Äonen).
Der Erste Archon (Jaldabaoth) lässt sie Wasser des Vergessens trinken, so dass sie nicht wissen, woher sie gekommen sind. Wenn aber der Geist aus den heiligen Äonen herab kommt, erheben sie sich.

### Die Wege der Seelen
(LJ 123–124, D 100–103)
Dialog zwischen Jesus und Johannes über die Wege der Seelen:
- Diejenigen, deren Lebensschwerpunkt dem Geist des Lebens entspricht, werden das Gute vollenden und das ewige Leben erben.
- Diejenigen, in denen der Geist des Lebens wirkt, die aber nicht die Werke tun, werden gerettet werden zur Ruhe der Äonen, auch wenn sie zuvor durch den verachteten Geist auf Irrwege geführt wurden. Bezüglich der Irrwege wird über Bedingungen und Verhältnisse der Reinkarnationsfolge gesprochen.
- Diejenigen, die erkannt und sich dennoch abgewandt haben, gehen zu einem Ort, zu dem die Engel der Armut gehen, zu einem Ort ohne Umkehr. Die den heiligen Geist gelästert haben, werden dort mit ewiger Strafe bestraft.

### Schicksal, Noah, Unzucht, verachteter Geist
(LJ 124–126, D 103–106)
Erläuterung Jesu auf Johannes’ Frage nach dem verachteten Geist / Geist der Auflehnung (je nach Übersetzung):
Der Erste Archon (Jaldabaoth) will das Denken der Menschen beherrschen, weiß jedoch nicht, dass dies nicht möglich ist. Er und seine Mächte brechen die Ehe mit Sophia und ein bitteres Schicksal (Heimarmene) wird durch sie gezeugt. Aus jenem Schicksal entstehen alle Sünden, das Unrecht, die Gotteslästerung, die Fessel des Vergessens, die Unwissenheit, jede schwierige Anordnung / jede falsche Ordnung (je nach Übersetzung), die große Furcht. Das Schicksal fesselt mit Maßen, Zeiten und Zeitpunkten.
Jaldabaoth bereut alles und will es mit einer Flut vernichten. Dies wird Noah aus der Höhe mitgeteilt, der sich mit vielen anderen Menschen des nichtwankenden Geschlechts in einer Lichtwolke verbirgt.
Jaldabaoth sendet seine Engel zu den Töchtern der Menschen, um Nachkommen zu ihrem Vergnügen zu zeugen. Sie haben keinen Erfolg und schaffen daher einen verachteten Geist, der den Geist, der herab gestiegen war, imitiert. Die Engel ändern ihr Aussehen entsprechend der Paargenossen der Menschen, um sie mit dem Geist der Finsternis zu füllen. Sie bringen Gold, Silber, Geschenke, Metalle und Gestalten und führen die Menschen, die ihnen folgen, in die Irre.
Die Menschen werden alt, ohne Muße zu haben, sterben, ohne die Wahrheit gefunden zu haben, ohne Gott erkannt zu haben und so wird die ganze Schöpfung versklavt. Die Engel nehmen Frauen und zeugen durch die Finsternis Kinder nach dem Bild ihres Geistes.

### Dreifacher Abstieg der Pronoia des Alls, Erweckung und Erlösung
(LJ 126–127, D 106–107)
In Ich-Form spricht die vollkommene Pronoia des Alls in diesen letzten Abschnitten:
- Die Pronoia des Alls geht in die Größe der Finsternis bis in die Mitte des Gefängnisses.
- Wiederum geht die Pronoia des Alls in die Mitte der Finsternis und in die Innenseite der Unterwelt.
- Zum dritten Mal geht die Pronoia des Alls in die Mitte der Finsternis und die Innenseite der Unterwelt, in die Mitte des Gefängnisses, welches das Gefängnis des Körpers ist, und spricht zum Menschen. Dieser ist sehr ergriffen, hört, aber sieht noch nicht. Der Pronoia-Impuls deklariert sich und appelliert an den Menschen: „Stehe auf und erinnere dich (...) hüte dich vor den Engeln der Armut (...) hüte dich vor dem tiefen Schlaf und der Einengung der Innenseite der Unterwelt!“ und versiegelt ihn abschließend mit fünf Siegeln, um ihn aus der Macht des Todes zu befreien.

### Abschluss
(LJ 128, D 108)
Der Auftrag zur Geheimhaltung und zur Weitergabe an Gleichgesinnte wird wiederholt. Es wird ein Fluch ausgesprochen über alle, die diese Lehre gegen Gegenleistung herausgeben. Johannes bezeugt die Erfüllung seines Auftrags.

### Ausgaben
- Originaltexte und Übersetzung wurden in der Reihe Nag Hammadi Studies (NHS) publiziert.
  - Siehe Literaturverzeichnis (Memento vom 1. April 2011 im Internet Archive)
- James M. Robinson: The Nag Hammadi Library in English. Harper & Row, San Francisco 1988, ISBN 978-0-06-066935-5 (englische Übersetzung).
- Gerd Lüdemann, Martina Janßen: Die Bibel der Häretiker. Radius, Stuttgart 1997, ISBN 3-87173-128-5 (deutsche Übersetzung der Nag-Hammadi-Texte).
- Konrad Dietzfelbinger (Hrsg.): Schöpfungsberichte aus Nag Hammadi. Edition Argo, Dingfelder, Andechs 1989, 2. Auflage 1996, ISBN 3-926253-17-7 (greift auf mehrere Übersetzungen zurück, Texte und Kommentare).

Siehe auch Ausgaben und Literatur des Wikipedia-Artikels Nag-Hammadi-Schriften.

### Sekundärliteratur
- Karen L. King: The Secret Revelation of John. Harvard University Press, Cambridge (Mass.) 2006, ISBN 0-674-01903-2
- Martin Pierre Steiner (Hrsg.): Interrogatio Iohannis und Apokryphon des Johannes (Das geheime Buch des Johannes). Mit einer Einführung: Die Geburt des Christentums und seine Bedeutung im 21. Jahrhundert. Edition Oriflamme, Basel 2019.